# Метод Эйлера — Паркера
Метод Эйлера — Паркера — метод построения ортогонального квадрата для заданного латинского квадрата порядка {\displaystyle N}. Предложен Паркером в 1959 году.

## Метод
Метод поиска состоит из трех шагов:

Пример диагонального латинского квадрата (а); множество его диагональных трансверсалей (б), элементы трансверсалей, лежащие на диагоналях, выделены серым; процесс построения ортогонального диагонального латинского квадрата из непересекающихся трансверсалей по методу Эйлера — Паркера (в).

1. Построение множества трансверсалей заданного латинского квадрата.
2. Выбор из них подмножеств из {\displaystyle N} непересекающихся трансверсалей.
3. Формирование ортогональных латинских квадратов из найденных подмножеств.

Построение трансверсалей и выбор непересекающихся подмножеств из них возможно реализовать с использованием метода полного перебора, однако более эффективной практической реализацией является полиномиальное сведение данных задач к задаче о точном покрытии, для решения которой эффективным является применение алгоритма танцующих связей (DLX).
При поиске ортогональных диагональных латинских квадратов вместо трансверсалей общего вида используются диагональные трансверсали, в состав которых входит по одному элементу с главной и побочной диагонали квадрата.
Формирование ортогонального квадрата из найденного подмножества из {\displaystyle N} непересекающихся трансверсалей производится путем заполнения каждой {\displaystyle i}-й трансверсали значением {\displaystyle i} в формируемом ортогональном квадрате.

## Историческая справка

Первая пара ортогональных латинских квадратов порядка 10, найденная Паркером в 1959 г.

Леонардом Эйлером в ходе решения задачи о 36 офицерах была выдвинута гипотеза о том, что пары ортогональных латинских квадратов не существуют для всех размерностей {\displaystyle N=4t+2}. Верность гипотезы для размерности {\displaystyle N=6} была подтверждена Томасом Клаузеном в 1842 году. Поиск контрпримера к гипотезе Эйлера был осуществлен в 1957 году Пейджем и Томпкинсом с использованием метода полного перебора на компьютере SWAC, однако он не увенчался успехом ввиду необходимости огромных вычислительных затрат. В 1959 году Паркером было предложено построение ортогонального квадрата с использованием трансверсалей и компьютера UNIVAC и был найден контрпример к гипотезе Эйлера для порядка {\displaystyle N=10}. Аналогичный результат, опровергающий гипотезу Эйлера, был опубликован том же году в работе Бозе и Шринкхенде. В 1992 году Брауном описан диагональный латинский квадрат порядка 10, имеющий одновременно 4 ортогональных диагональных латинских квадрата, 3 из которых приведены в статье, а 4-й был найден О. Заикиным с использованием подхода на базе SAT. В настоящее время известны диагональные латинские квадраты порядка 10, имеющие 1, 2, 3, 4, 5, 6, 7, 8 и 10 нормализованных ортогональных диагональных латинских квадратов (последовательность A287695 в OEIS). Они формируют 42 комбинаторных структуры (графа из диагональных латинских квадратов на множестве бинарного отношения ортогональности). Большая часть из них была найдена в проекте добровольных распределенных вычислений Gerasim@Home начиная с 2017 г. Вопросы о существовании диагональных латинских квадратов порядка 10 с большим числом нормализованных ортогональных латинских квадратов и о существовании клики мощностью более двух из попарно ортогональных латинских квадратов порядка 10 в настоящее время являются открытыми.